# Le ali
Le ali è un film per la televisione del 2008 diretto da Andrea Porporati. Il film è ispirato alla vera storia di Gianfranco Paglia, interpretato da Ciro Esposito.

## Trama
Il 2 luglio 1993 a Mogadiscio il sottotenente paracadutista dell'Esercito Italiano Gianfranco Paglia scampa miracolosamente a un'imboscata in cui perdono la vita tre militari in missione di pace in Somalia, durante la battaglia del pastificio. Nel tentativo di mettere in salvo i compagni, Paglia viene colpito da tre proiettili, restando tetraplegico. Ma Gianfranco non è solo. La sua vita è una lunga, felice storia d'amore, con Giovanna, la sua ragazza di sempre, che non lo abbandona mai, lo sostiene lungo tutta la durissima riabilitazione.

## Location
Le riprese sono state effettuate in Bulgaria e in Puglia, precisamente nel Salento. Tra le varie città del Salento che hanno ospitato le riprese di questa fiction figurano: Lecce, Taurisano, Otranto, Gallipoli, Torre San Giovanni e Salice Salentino.

## Distribuzione
Il film è stato trasmesso in prima visione TV domenica 9 novembre 2008 in prima serata su Rai 1, risultando il maggior successo di ascolto nel prime time e ha ottenuto, secondo i dati Auditel, questi risultati:
- Audience: 4.759.000 telespettatori
- Share: 19,77%

Il film è stato replicato il 4 novembre 2010 alle 23.24 su Rai 1, risultando il maggior successo di ascolto nella seconda serata: questi i dati della replica secondo i dati Auditel: Audience: 1.574.000 telespettatori. Share: 15,17 %

## Curiosità
- Nella realtà il fisioterapista di Gianfranco Paglia, che nel film è interpretato dall'attore Sergio Friscia, si chiama Franco. È stato scelto il nome Antonio, per non creare incongruenze nei dialoghi con il protagonista.
- Nella scena dell'ospedale, l'uomo che fa i massaggi al tenente, lo solleva e lo mette nella sedia per disabili è il vero fisioterapista di Gianfranco Paglia.